# Semònides d'Amorgos
Semònides d'Amorgos (grec antic: Σημωνίδης, «Sēmōnídēs») fou un poeta iàmbic grec de mitjan segle vii aC natural de l'illa de Samos, motiu pel qual també és conegut com a Semònides de Samos. La seva poesia s'ha perdut i només es conserven fragments procedents de citacions d'altres autors.
Semònides era fill d'un tal Crines. A la seva època, Samos va emprendre la colonització de la veïna illa d'Amorgos, on va establir les colònies d'Arcesine, Egíal i Minoa; Semònides va ser un dels que va dirigir la colonització d'aquesta darrera, i per aquest motiu és anomenat Semònides d'Amorgos. Aquest fet biogràfic el situa cap a mitjan segle vii aC, fet que encaixa amb les afirmacions dels antics, que el fan contemporani d'Arquíloc.
Semònides gaudí de gran reputació entre els antics, i fou considerat el segon dels tres principals poetes iàmbics arcaics (Arquíloc, Semònides i Hipònax). Els seus iambes eren de tipus gnòmic i satíric; moltes de les sàtires anaven dirigides a un personatge en concret, de nom Orodecides. Dels seus dos llibres de iambes es conserven solament 29 fragments, el més extens (gairebé complet) i conegut dels quals és una sàtira misògina on compara cada classe de dona amb un animal concret: les brutes són com porcs, les astutes com guilles, les obstinades com ases, les perverses com mosteles, les orgulloses com les egües, i només són bones per l'home les que són com les abelles, aficionades a la seva feina i que vetllen per la casa. Altres són de caràcter pessimista, mentre que d'altres deixen entreveure un contingut obscè. Hom també li atribueix elegies i una obra d'antiguitats de Samos, però actualment els filòlegs descarten aquesta possibilitat (una de les elegies generalment s'atribueix a Simònides de Ceos i la confusió seria fruit de la semblança de noms).
La poesia de Semònides representa un moment de transició, quan hom deixava enrere la solemnitat de l'èpica i s'acostava a la vida quotidiana, amb tot el realisme i un cert pessimisme. Els seus versos denoten coneixement d'Hesíode i Homer, els quals fa servir de model però amb un to popular i satíric més modern.